# École des Noms
L'École des Noms (chinois : 名家 ; pinyin : Míngjiā), parfois appelée École des Formes et Noms (chinois : 形名家 ; pinyin : Xíngmíngjiā ; Wade : Hsing2-ming2-chia1), désigne divers cercles de pensée philosophique chinois datant de la période des Royaumes combattants et dérivant du mohisme.
Ces groupes de penseurs sont connus pour leurs paradoxes, tels que « un cheval blanc n'est pas un cheval » ou « un chien peut être considéré comme un mouton » et sont désignés sous le nom de bian zhe (lit: dialecticiens), en référence à leur art de la controverse.

## Vue d'ensemble

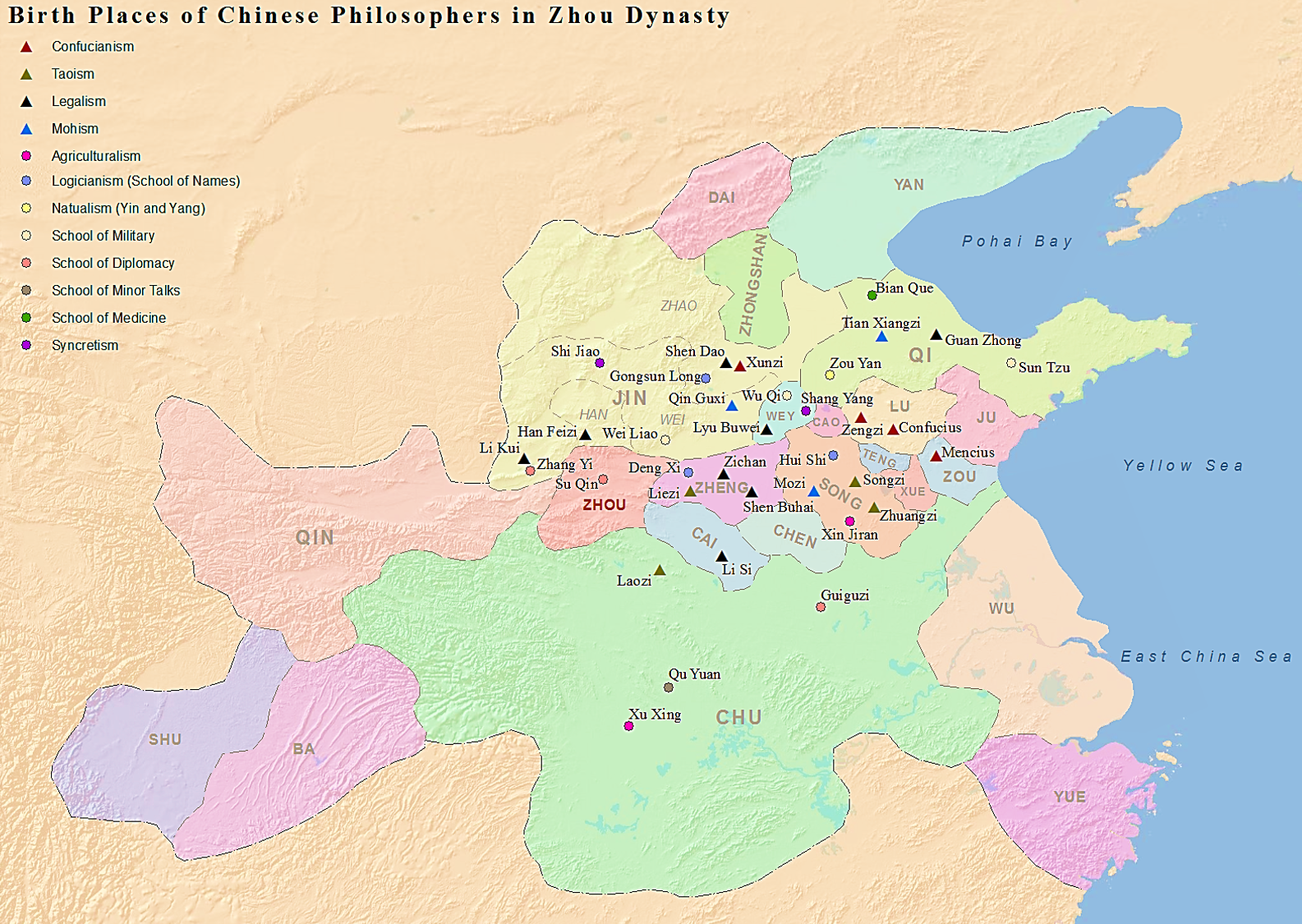
Lieux de naissance de philosophes chinois remarquables issus des cent écoles de pensée de la dynastie Zhou. Ceux des philosophes de l'école des Noms sont indiqués par des cercles bleus.

La philosophie de l'École des Noms est souvent considérée comme étant similaire à celle des sophistes. Joseph Needham note que leurs œuvres ont été perdues, à l'exception du Gongsun Longzi, rédigé par Gongsun Long, partiellement conservé, et des paradoxes du chapitre 33 du Zhuangzi. Needham considère la disparition de la plus grande partie du Gongsun Longzi comme l'une des pires pertes au sein du corpus des livres chinois anciens, car ce qui reste est censé représenter le point culminant de l'écriture philosophique chinoise ancienne.
Parmi les rares écrit de cette école à avoir subsisté jusqu'à nos jours, on trouve « un bâton d'un pied, chaque jour en emporte la moitié, dans une myriade d'âges il ne sera pas épuisé », qui ressemble aux paradoxes de Zénon. Cependant, certains de leurs autres aphorismes semblent contradictoires ou peu clairs lorsqu'ils sont pris hors contexte, par exemple « Les chiens ne sont pas des chiens de chasse ».
Bien que cette école soit issue du Mohisme, les derniers mohistes ont combattu les bian zhe en raison de leurs paradoxes.

## Histoire
Bien qu'ils ne forment pas une école au sens propre du terme, on peut leur rattacher divers penseurs de la période des Royaumes combattants dont Deng Xi, Yin Wen, Hui Shi et, bien sûr, Gongsun Long (325 - 250 av J.C.).

## A lire également
- Histoire de la logique
- Mozi